# Chrysopelea pelias
Espèce
Synonymes
- Coluber pelias Linnaeus, 1758
- Dendrophis chrysochloros Schlegel, 1837
- Chrysopelea hasseltii Bleeker, 1860

Statut de conservation UICN

 LC  : Préoccupation mineure
Chrysopelea pelias  ou Serpent volant ou Couleuvre volante est une espèce de serpents de la famille des Colubridae.
Il s'appelle en Thaïlande งูดอกหมากแดง (ngu khieow dokmak daeng).

## Répartition
Cette espèce se rencontre :
- en Birmanie ;
- au Brunei ;
- en Indonésie, dans l'État de Kalimantan et sur les îles de Bangka, Java, Mentawai, Natuna, Nias et Sumatra ;
- en Malaisie péninsulaire et Malaisie orientale, y compris sur les îles de Penang et Tioman ;
- à Singapour ;
- en Thaïlande[2].

## Description
Chrysopelea pelias est un serpent ovipare, diurne, arboricole et venimeux mais sa morsure, bien que puissante, n'est pas considérée comme dangereuse pour l'être humain. 
Il mesure jusqu'à 1,2 m. 
Comme les autres membres de ce genre, il est capable d'effectuer des vols planés en se lançant d'une branche pour se réceptionner sur une autre branche ou au sol.: il écarte ses côtes pour accroître la surface de son corps et rentre son ventre pour donner naissance à un creux profond concave qui lui sert de parachute ; la résistance à l'air ralentit sa descente et, en variant la position de son corps, il peut se diriger pour retomber plus loin jusqu'à près de 100 mètres de distance.

## Publication originale
- Linnaeus, 1758 : Systema naturae per regna tria naturae, secundum classes, ordines, genera, species, cum characteribus, differentiis, synonymis, locis, ed. 10 (texte intégral).